# 이브 (1997년)
이브(본명: 하수영, 河秀映, 1997년 5월 24일~)는 대한민국의 가수로, 걸 그룹 이달의 소녀의 멤버이다.

## 경력
부산광역시 금정구에서 태어났으며, 웅상여자중학교와 효암고등학교를 졸업하며 학업을 마쳤다. 2017년 11월 14일 이달의 소녀 9번째 멤버로 공개되었으며, 11월 28일 이달의 소녀의 이름으로 솔로 음반 《Yves》(이브)가 발매되었다.
2018년 5월 츄, 고원, 올리비아 혜와 함께 이달의 소녀의 유닛인 이달의 소녀 yyxy로 활동을 시작했으며, 2018년 8월 20일 미니 1집 《[+ +]》(플러스 플러스)를 발매하며 이달의 소녀 완전체로 공식적으로 활동을 시작했다.

## 학력
- 웅상여자중학교 (졸업)
- 효암고등학교 (졸업)

## 방송
- 2019년 MBC 가시나들 - 게스트
- 2020년 TBS 팩트iN스타 - 진행
- 2020년 MBC 백파더 편의점 디너쇼 - 출연
- 2021년 Mnet 스트릿 우먼 파이터 - 게스트